# Bravo, My Life!
《Bravo, My Life!》은 봄여름가을겨울의 7번째 정규 앨범이다. 타이틀 곡은 5번 트랙의 〈Bravo, My Life!〉이며, 17번 트랙의 Bravo, My Life! - Reprise는 헝가리의 Chesnecki 성에서 녹음된 버전이다. 타이틀곡인 Bravo, My Life!는 2017년 KBS 드라마 김과장의 OST로 사용되면서 다시 인기를 끌었다.

## 수록곡
1. Long Time No See
2. 한잔의 추억
3. 흔들리지 않을거야
4. 해 저문 어느 오후
5. Bravo, My Life!
6. 和解戀歌(화해연가)
7. In The City
8. 갈망
9. 세상사람들이여
10. Je Suis Violet
11. 사랑하나봐
12. 너는 지금쯤...
13. So Far So Good
14. 2001-10-17
15. 제 또 밤이 되었네
16. 웃으며 헤어지던 날
17. Bravo, My Life! - Reprise

## 스테프
- 기획: 봄여름가을겨울
- 프로듀서: 봄여름가을겨울
- 엔지니어
  - 레코딩, 믹싱: 조규범
  - 마스터링: 전훈
- 스튜디오
  - 레코딩, 믹싱: EOLITH 스튜디오
  - 마스터링: 소닉 코리아
- 사진촬영: 김중만
- 보조 사진촬영: 안하진
  - 아트워크, 웹디자인: Syscode(허정, 박성희)